# Levi
Levi – jeden z największych ośrodków narciarskich w Finlandii, w Laponii, w mieście Kittilä. Można się do niego dostać korzystając z regionalnego portu lotniczego Kittilä i stacji kolejowej Kolari.

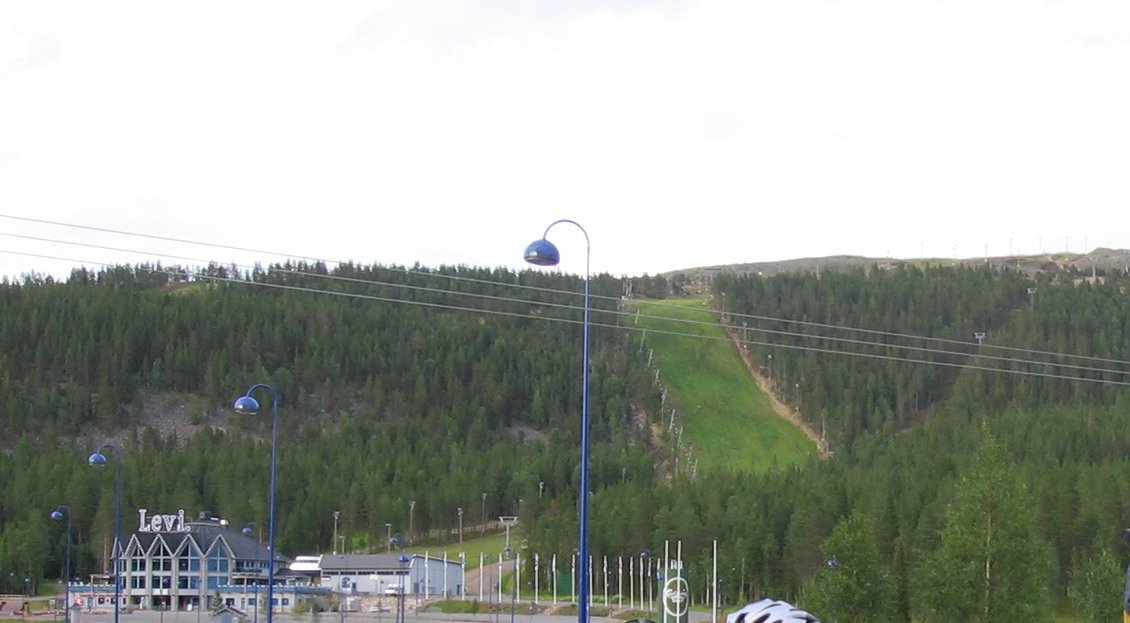
Stok narciarski na Levi latem

Góra Levi ma wysokość 531 m n.p.m. Znajduje się na niej 48 tras narciarskich (15 sztucznie oświetlonych) z 26 wyciągami narciarskimi. Miejscowość jest jedną z dwóch placówek narciarskich w Finlandii, która posiada wyciągi gondolowe.
Trasy w Levi są przeznaczone głównie dla początkujących i średnio-zaawansowanych, ale są również cztery trasy dla zaawansowanych narciarzy. Największa różnica poziomów wynosi 325 m, najdłuższa trasa ma 2,5 km długości, a najdłuższy wyciąg - 1 636 m długości. Kurort posiada również stoki zjazdowe dla snowboardzistów, dwa parki śnieżne oraz 10 tras dla dzieci. Wokół Levi znajdują się trasy do narciarstwa biegowego o łącznej długości 230 km, do jazdy na skuterze śnieżnym oraz trasy rowerowe i piesze o łącznej długości 750 km. Dla amatorów wędkarstwa jest mnóstwo małych jezior bogatych w ryby.
Ze względu na to, że kurort jest umiejscowiony na północy Finlandii, sezon narciarski trwa od połowy października do końca czerwca.
Kurort został ogłoszony najlepszym ośrodkiem narciarskim w Finlandii już cztery razy, m.in. dzięki znajdującej się niedaleko wiosce Lainio słynnej z lodowych domów.